# Gala Television
Gala Television Corporation (chinês tradicional: 八大電視股份有限公司) é uma rede de TV a cabo de Taiwan, fundada em 13 de junho de 1997.

## Canais da GTV
A GTV opera, atualmente, quatro canais por cabo e satélite comercial:
- GTV One / CH 27 (chinês tradicional: 八大第一台)
- GTV Variety Show / CH 28 (chinês tradicional: 八大綜合台)
- GTV Drama / CH 41 (chinês tradicional: 八大戲劇台)
- GTV Channel K (chinês tradicional: 八大娛樂K台) Em parceria com a Seoul Broadcasting System, proporciona programas de variedades e dramas coreanos em Taiwan.